# Костиков, Юрий Яковлевич
Ю́рий Я́ковлевич Ко́стиков (10 апреля 1930, Москва, СССР — 20 июня 1991, Москва, СССР) — советский футболист, вратарь.

## Карьера
За юношескую команду московского завода «Геофизика» выступал на позиции нападающего. В 1948 году играл за московские «Крылья Советов», в составе которых дебютировал в высшей по уровню лиге СССР, где провёл 1 встречу. С 1949 по 1952 год защищал цвета московского «Спартака», сыграл 44 матча в чемпионатах и 5 поединков (пропустил 2 мяча) в розыгрышах Кубка СССР в сезонах 1949 и 1950 годов, в которых команда стала полуфиналистом и обладателем трофея. В 1949 году стал в составе команды бронзовым призёром, а в 1952 году чемпионом СССР.
В сезоне 1955 года выступал за краснодарский «Нефтяник», в составе которого провёл 25 встреч. В 1956 году сыграл 7 матчей за сталинский «Шахтёр». В 1957 году защищал цвета кадиевского «Шахтёра», принял участие в 26 поединках команды в первенстве, и ещё 2 встречи (пропустил 6 голов) провёл в Кубке СССР.

## Достижения
- Чемпион СССР: 1952
- 3-е место в чемпионате СССР: 1949
- Обладатель Кубка СССР: 1950
- Полуфиналист Кубка СССР: 1949